# Xestia fakosharga
Xestia fakosharga là một loài bướm đêm trong họ Noctuidae.